# Chapelle Sainte-Émérance de La Pouëze

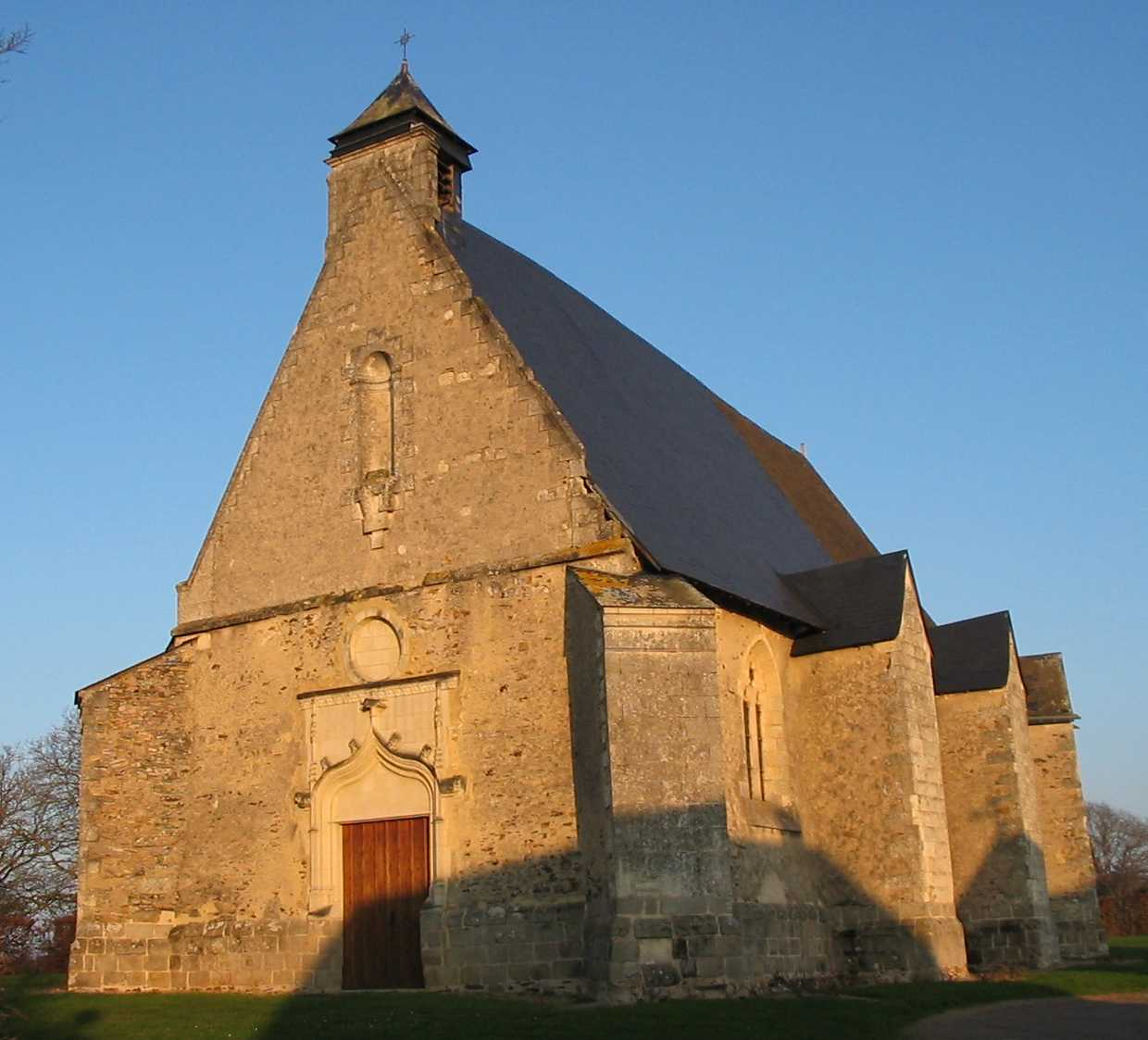
Chapelle Ste Emérance

La chapelle Sainte-Émérance est une chapelle située à La Pouëze, en France.

## Localisation

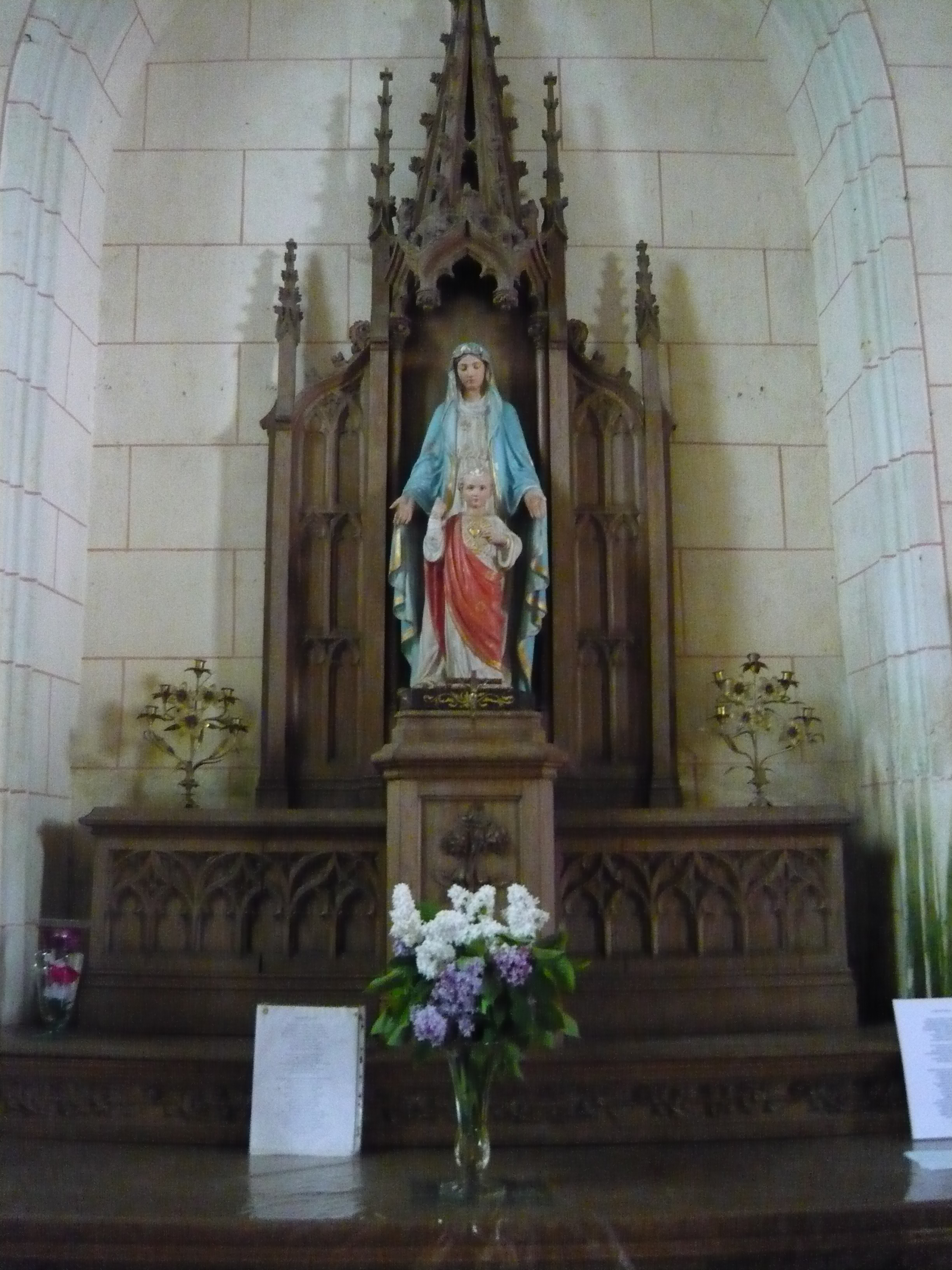
Autel à la Vierge

La chapelle est située dans le département français de Maine-et-Loire, sur la commune de La Pouëze.

## Description
La chapelle est de style gothique flamboyant de la fin du XVe siècle. De forme rectangulaire et soutenue par neuf contreforts assez imposants, elle comporte trois travées et a une abside en V à deux pans, ce qui est plutôt rare. L'édifice possède deux portes : l'une en façade et l'autre sur le flanc sud. De larges baies au style flamboyant percent les murs. Les voûtes au style Plantagenêt sont ornées de clefs aux armes du roi et du dauphin (futur Charles VIII). L'autel principal est surmonté d'un retable flanqué de deux colonnes fuselées à l'extréminté en choux fleuronnés. Le retable est doté d'une large guirlande délicatement sculptée. La table de l'autel provient quant à elle de l'ancienne église de Vern d'Anjou. Une statue de la sainte, en pierre polychrome date du XVIe siècle. De style naïf, elle représente la sainte martyre avec son tablier contenant les pierres de sa lapidation.

## Historique

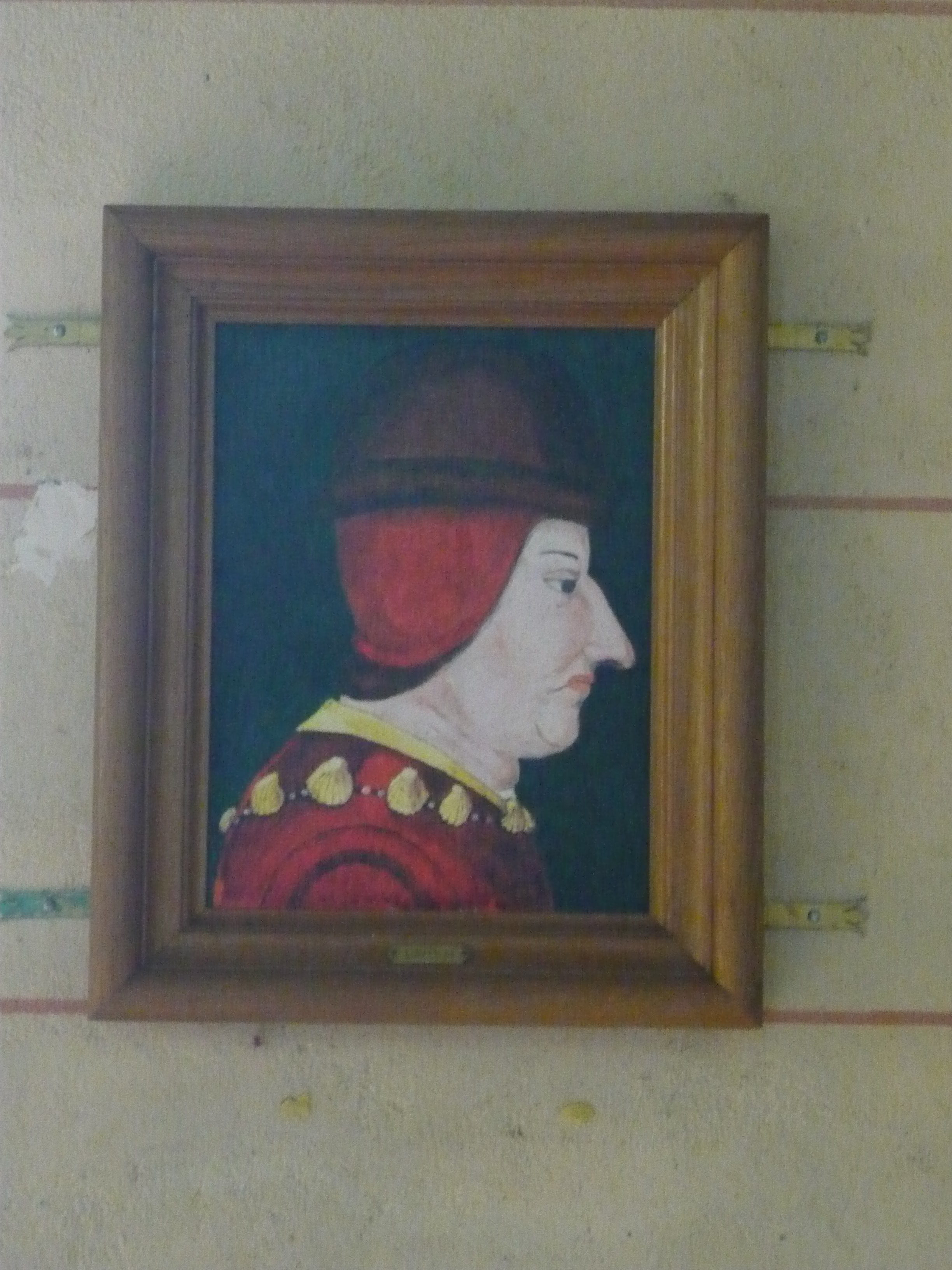
Portrait de Louis XI

La chapelle Sainte-Émérance est construite vers 1472 sous le règne de Louis XI. Le roi chassait dans la forêt de Longuénée avec son ami Louis de Beaumont, seigneur du Plessis-Macé quand soudainement, il fut pris de violents maux de ventre. On lui conseilla de prier sainte Émérance qui avait un petit oratoire à La Pouëze non loin de la forêt. La sainte était réputée pour guérir la peur et les coliques . Louis XI en reconnaissance de sa guérison, ordonna la construction d'une chapelle à l'emplacement de l'oratoire et y fit parvenir des reliques de la sainte ainsi qu'une statue en argent doré. Elle sert, sur le plan symbolique, à l´occasion des réunions de la famille La Poeze. Un plaque commémorative posée par l´Association de Famille rappel ce fait. 
L'édifice est classé au titre des monuments historiques en 1959.